# 佐賀市立諸富文化体育館
佐賀市立諸富文化体育館（さがしりつもろどみぶんかたいいくかん）は佐賀県佐賀市諸富町にある体育館。愛称はハートフル、一般的に諸富文化体育館と呼ばれることが多い。

## 概要
元々は諸富町立の体育館として、1996年に完成したが、2005年の市町村合併で佐賀市になった事で同市に移管された。
バスケットボールやバレーボールを始め、様々なスポーツ大会やイベントの会場として活用されており、またプロレス団体のDRAGON GATEが興業を毎年行っている。

## 施設概要
- フロア面積：1,449㎡
- 収容人数：1,297人(2階固定席:297人、1階可動席:1000人)
- 多目的室
  - 面積：321㎡、柔道1面、空手･太極拳
- バスケットボール･バレーボール2面、バドミントン6面、卓球台9台[1]
- 設備：トレーニング室、会議室、控室、更衣室（男・女各1つずつ）[1]

## 主な大会・イベント
- 2007年の2007青春・佐賀総体ではレスリング競技の会場となった。
- B3.LEAGUE所属の佐賀バルーナーズのホームゲームの会場である。

## 交通アクセス
- 佐賀市営バス（諸富/早津江線20番、諸富/橋津線21番）
- 西鉄バス（西鉄柳川駅行き）
  - 「諸富支所前」から徒歩2分[1]